# Aérodrome de Fort Reliance
L'Aérodrome de Fort Reliance est un aérodrome situé au Canada. L'aérodrome n’est ouvert que de juin à septembre.